# Albert Samain

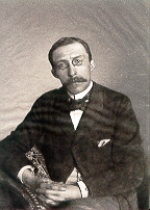
Albert Samain

Albert Victor Samain (* 3. April 1858 in Lille; † 18. August 1900 in Magny-les-Hameaux) war ein französischer Lyriker und Vertreter des Symbolismus.

## Leben

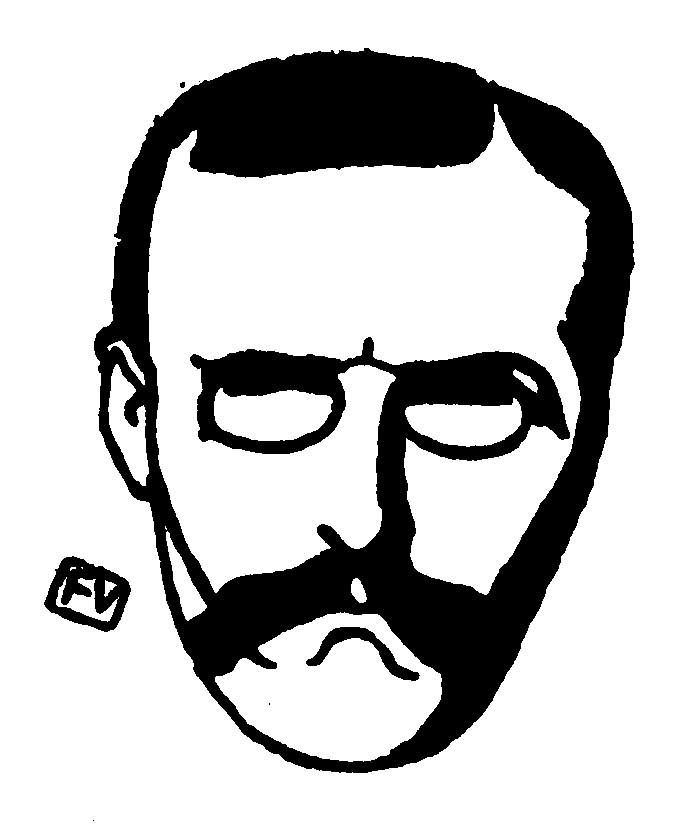
Albert Samain, Porträt von Félix Vallotton (1896)

Nach dem Besuch des Gymnasiums arbeitete Samain in einer Bank seiner Heimatstadt. Um 1884 kam er nach Paris, wo er eine Anstellung in der Präfektur des Départements Seine fand, die er bis kurz vor seinem Tod innehatte.
1890 gehörte er zu den Begründern der literarischen Zeitschrift Mercure de France, wo seine ersten Gedichte veröffentlicht wurden. 1893 erschien in kleiner Auflage sein erster Gedichtband Au Jardin de l’Infante, der den Beifall der Literaturkritik fand. Eine erweiterte Auflage des Werkes erschien 1897 unter dem Titel L’Urne penchée. Nachdem 1898 sein zweiter Gedichtband Aux flancs du vase erschien war, zog sich Samain wegen seiner angegriffenen Gesundheit auf das Land zurück, wo er 1900 starb.
Samains dritter Gedichtband Le Chariot d’or erschien 1901 posthum. Er enthielt auch das lyrische Drama Polyphème. Dieses wurde 1904 am Théâtre de l’Œuvre uraufgeführt und bildete später die Vorlage für Jean Cras’ gleichnamige Oper, deren Uraufführung 1922 an der Opéra-Comique stattfand. Später verwendete Klaus Miehling den Text für seine Pastorale tragique Polyphème (op. 81, 2000).